# 韦拉扎
韦拉扎（法語：Véraza，法語發音：[veʁaza] ⓘ）是法国奥德省的一个市镇，属于利穆区。

## 地理
韦拉扎（42°59'8"N, 2°18'22"E）面积14.66 平方千米，位于法国奧克西塔尼大區奥德省，该省份为法国南部沿海省份，北起塔恩省，西北接上加龙省，西接阿列日省，南至东比利牛斯省，东临地中海，东北与埃罗省接壤。
与韦拉扎接壤的市镇（或旧市镇、城区）包括：阿莱特莱班、利穆、奥德河畔吕克、佩罗勒、圣波利卡普、泰罗勒。

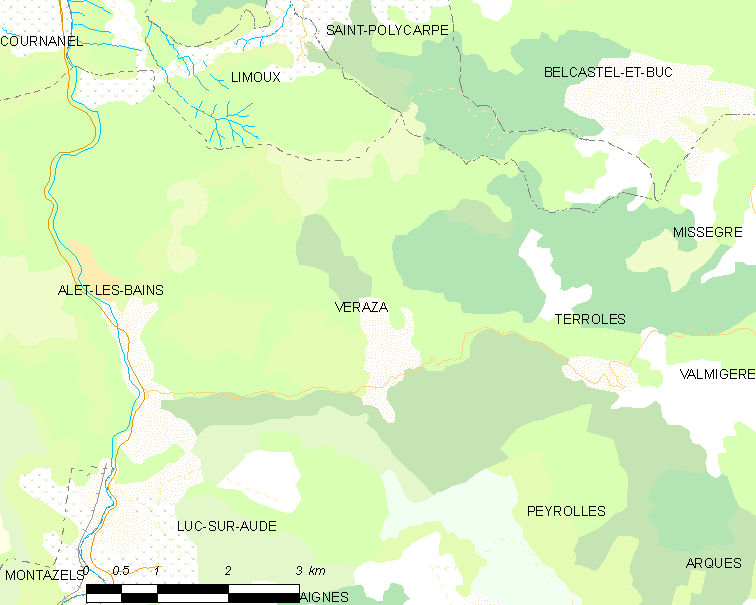
韦拉扎的OSM定位图

韦拉扎的时区为UTC+01:00、UTC+02:00（夏令时）。

## 行政
韦拉扎的邮政编码为11580，INSEE市镇编码为11406。

## 政治
韦拉扎所属的省级选区为利穆地区县。

## 人口

1962-2008年间韦拉扎人口变化图示

韦拉扎于2022年1月1日时的人口数量为32人。